# 博尔 (塞尔维亚)
44°04′25″N 22°05′26″E / 44.07361°N 22.09056°E

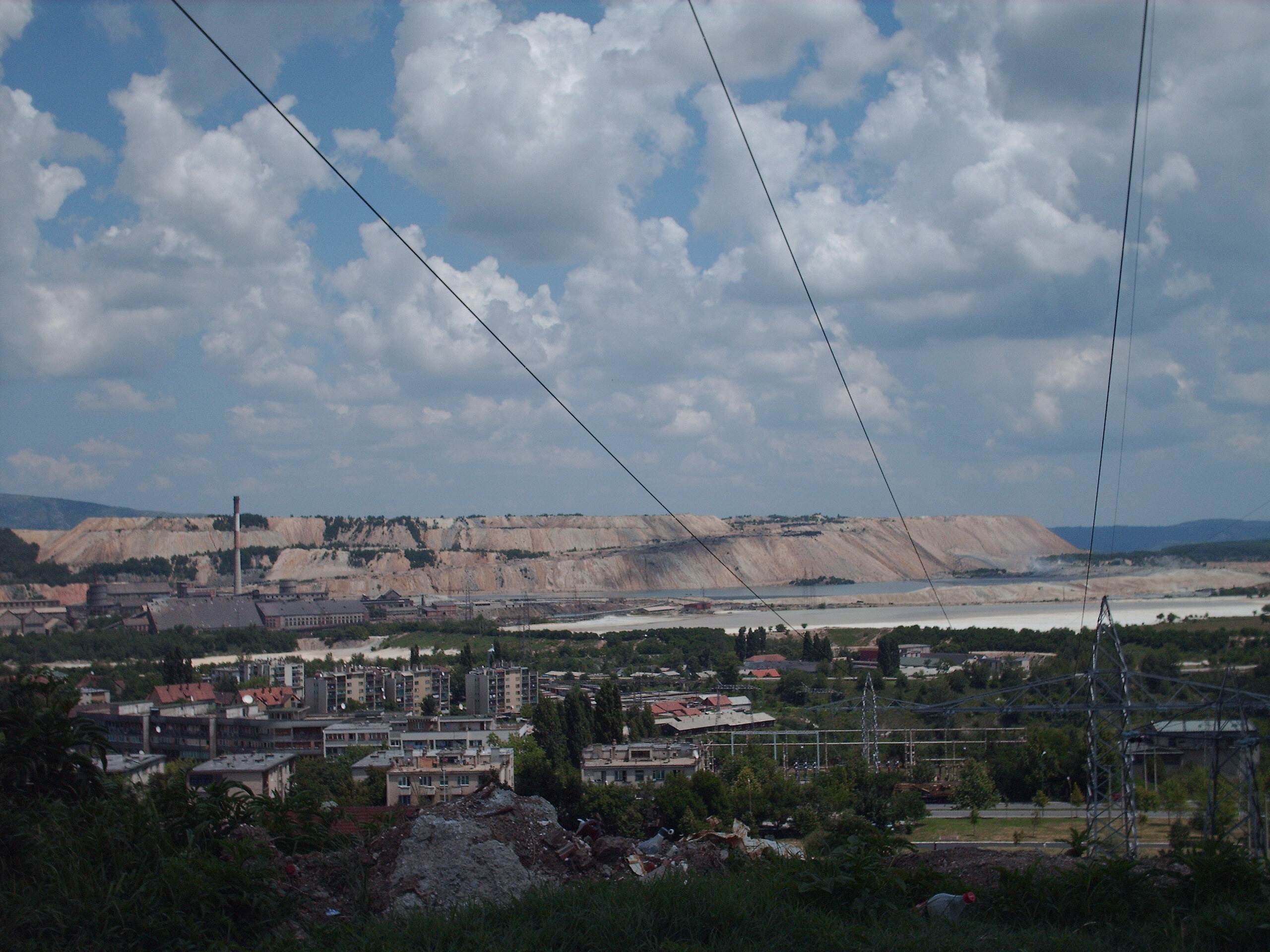
博尔市的全景

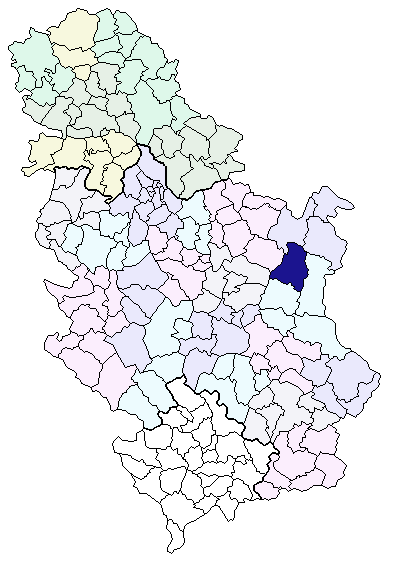
博尔市的地图

博尔是位于塞尔维亚东部的博尔州博尔县的城镇，这也被称为蒂莫斯卡克拉伊纳地区的主要城镇。根据2011年的人口普查，有34160人（根据1991年的人口普查，共有40668人），并在扎耶查尔之后这部分塞尔维亚的人口幅度下降最大。
博尔是采矿和工业城市，发展有色冶金。博尔拥有的铜矿是欧洲最大的铜矿之一。
该城始建于1945年，只有经历于1800年左右的地方。定居规划在南斯拉夫的熟练劳动力问题，因此有不同的种族构成。

## 地理
博尔位于蒂莫斯卡克拉伊纳地区而接近与布雷斯托瓦茨克水疗中心，也接近于博尔湖和斯托尔山。博尔拥有的铜矿是欧洲最大的铜矿之一。
博尔有一个民用机场，这在近几年来是不可营业。最近的民用机场是贝尔格莱德和尼什。从2009年12月25日始，尼什君士坦丁大帝国际机场执行定期航班飞往博洛尼亚，并有季节性的航班飞往安塔利亚，蒂瓦特和波德里查。尼古拉特斯拉贝尔格莱德国际机场执行航班的目的地多数飞往国外。博尔至尼什和扎耶查尔可通过长达128公里的欧洲高速公路E771号线前往克尼亞熱瓦茨，而博尔至尼什可通过长达192公里欧洲高速公路E761号线和欧洲E75公路前往帕拉欽。博尔可通过长达272公里的欧洲高速公路E761号线和欧洲E75公路前往贝尔格莱德。
博尔与扎耶查尔距离约30公里，距內戈廷约60公里，距馬伊丹佩克约120公里，距克拉多沃约60公里。
最近的边境口岸有克拉多沃附近的捷尔达普水电1号站的铁门位于罗马尼亚，扎耶查尔附近的CuKα的铁门位于保加利亚。

## 历史

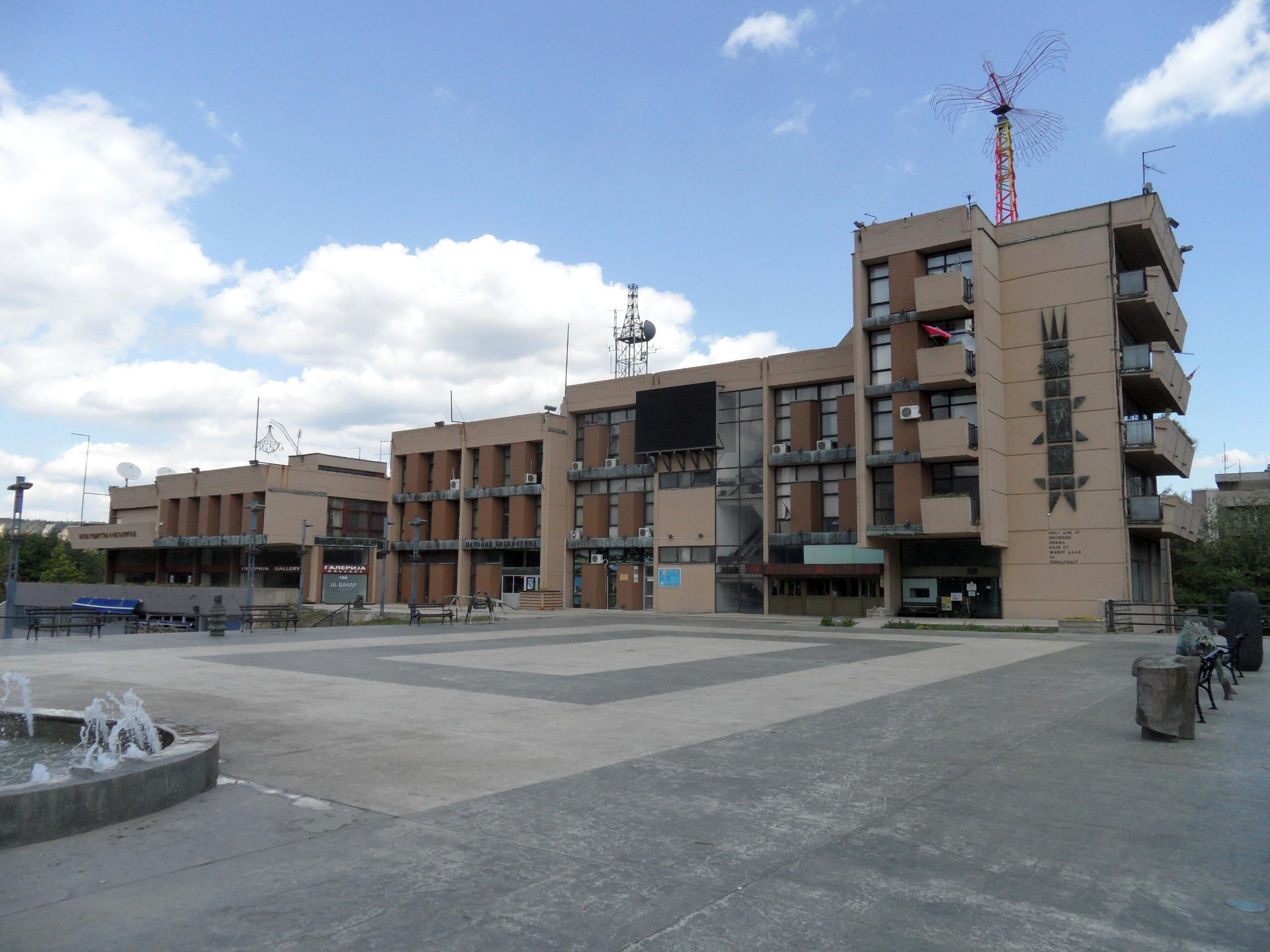
博尔市的文化楼

作为罗马帝国的一部分，博尔是上默西亚省其中的首都维米纳库姆（今科斯托拉茨）的一部分。从第四到六世纪，这城市也是东罗马帝国（拜占庭帝国）的一部分，这片领土接着改变了许多杰出人才。首先，他们赢得了格皮德人，并在他们身上一直保持到保加利亚的征服。然后再次成为拜占庭帝国的一部分，之后成为匈牙利王国。
博尔度假村是在1903年已于乔治·魏弗特建立与开通博尔的铜矿。此后，博尔开始突然发展壮大。在此期间1933至1940年博尔有了新的村庄，新（南部）的殖民地，建立一所医院和一所新学校，而且博尔已经发展为欧洲最大的之一。在1931年，博尔曾有4749个居民。 博尔这个城市在第二次世界大战之后尽收了现状，在1947年5月30日博尔有11000个居民，而今天它拥有约34000个居民与约20个民族。

## 人口
在博尔有30895个成年人，该村平均年龄为37.4岁（男性为36.5岁和女性为38.2岁）。该村有14044户，每户成员的平均数是2.80人。
这个村主要是由塞尔维亚人（根据2002年的人口普查）居住，但有大量的少数民族的存在。

## 经济

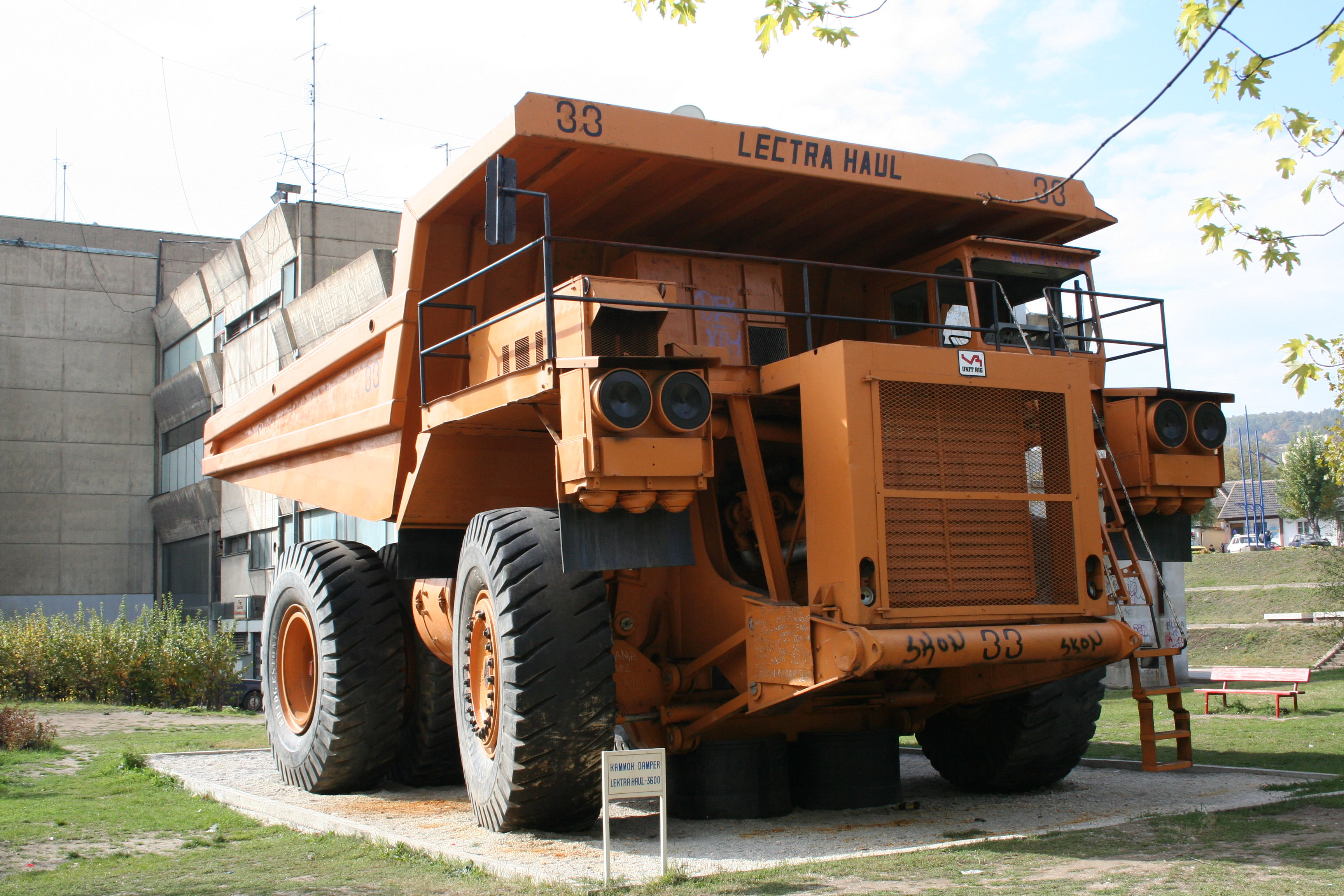
公园博物馆的阻尼器

博尔在城市的经济基础上来源是基于采矿业。随着采矿业的发展，全镇迅速发展。人口不断增加，发生与博尔相关其他有害工厂的事故（铜丝厂为例）。然后，博尔开发了其他行业（如南斯拉夫联合银行博尔分行）。这个城市的经济顶峰是20世纪80年代，当时有一个担忧，曾在德国和美国设有分公司。 20世纪八九十年代，随着南斯拉夫社会主义联邦共和国解体的担忧来自于经济困难的形势，其中直到2010年。在2000年至2010年，进行了与国内外其他公司的合作项目一系列的事件是为了达到经济稳定。在同一时期，国有企业关切的是尝试了两次，以通过私有企业具有相同的目标销售集团。在2010年初，该集团仍然由国有企业管理。
2018年12月，中国大陆企业紫金矿业收购塞尔维亚国有企业RTB Bor，将其改为塞尔维亚紫金铜业。

## 友好城市
- 黑山巴尔
- 法國 勒克勒佐
- 乌克兰赫梅利尼茨基
- 赞比亚基特韦
- 保加利亚弗拉察